# Нах-Тунич

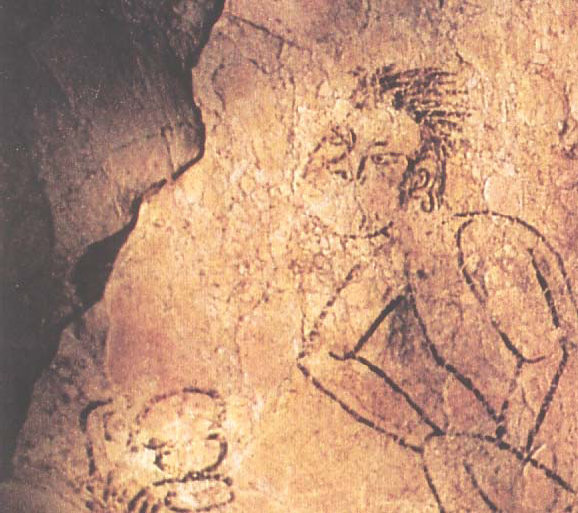
Фрагмент рисунка из Нах-Тунич, изображающего ритуальное кровопускание из члена

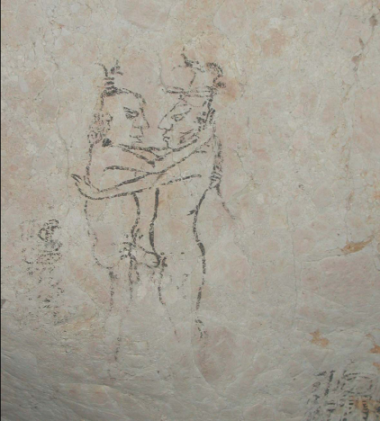
Изображение из Нах-Тунич, изображающее гомоэротическую сцену.

Нах-Тунич, Naj Tunich, на языке майя — «каменный дом» — археологическая зона в провинции Петен, Гватемала. Здесь представлены образцы наскального искусства цивилизации майя, изображающие ритуальные эротические сцены, в том числе ритуальное кровопускание из члена и сцены гомосексуальных отношений.